# Lanzing (Rattenkirchen)
Lanzing ist ein Ortsteil in der Gemeinde Rattenkirchen im oberbayerischen Landkreis Mühldorf am Inn.

## Lage
Die Einöde Lanzing liegt 800 m westlich von Rattenkirchen und 1,2 Kilometer südöstlich der Bundesautobahn A 94, von deren Ausfahrt 17 (Heldenstein) sie auf einer 5 Kilometer langen Fahrt erreichbar ist.

## Bevölkerungsentwicklung

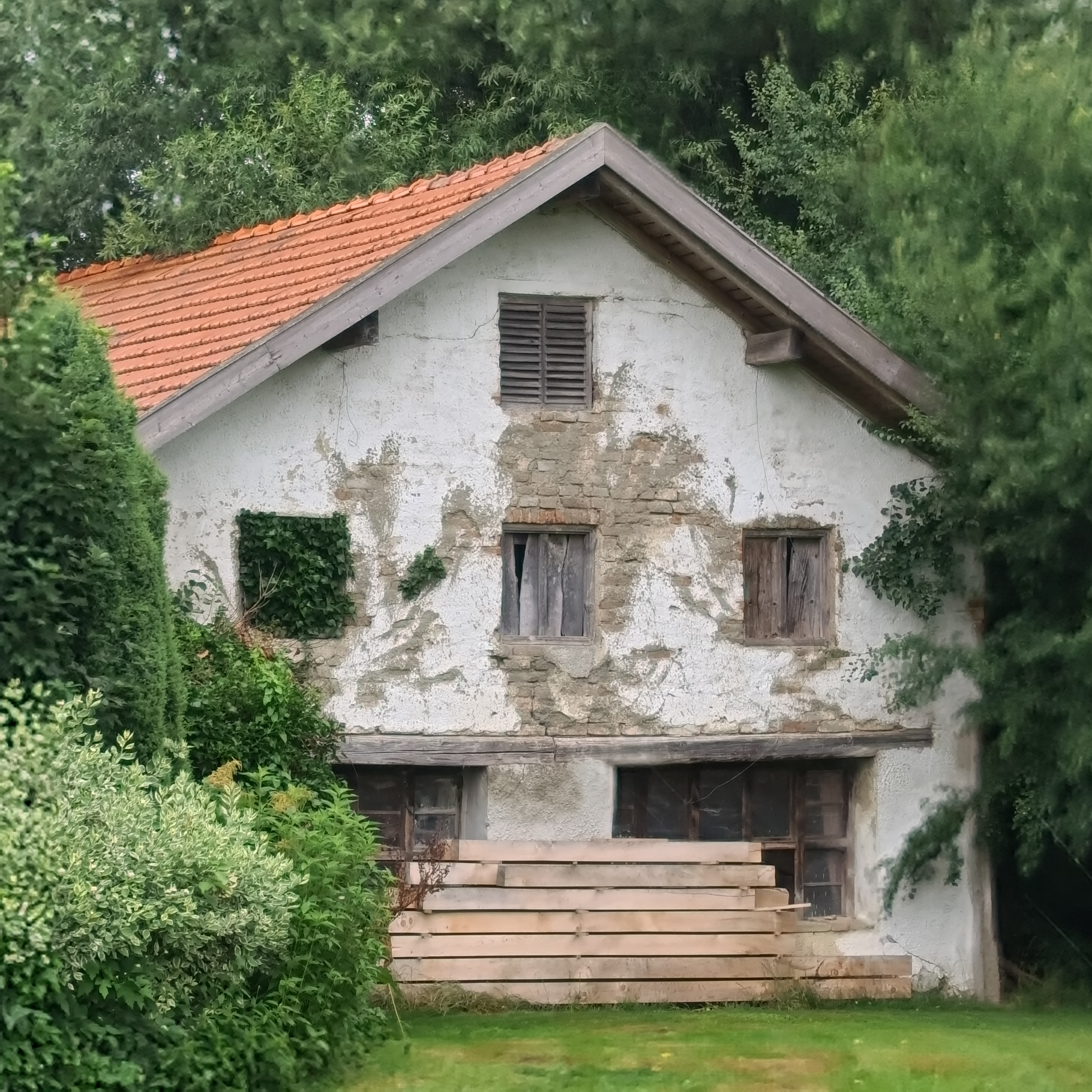
Lanzing 2

In Lanzing gab es 1861 insgesamt 26 Einwohner sowie zehn Gebäude. Im Mai 1987 gab es 16 Einwohner in zwei Wohngebäuden, von denen eines in zwei Wohnungen aufgeteilt war.
| Jahr      | 1861 | 1871 | 1925 | 1950 | 1970 | 1987 |
| Einwohner | 26   | 25   | 25   | 23   | 18   | 16   |